# Lissocampus
Lissocampus is een geslacht van straalvinnige vissen uit de familie van zeenaalden en zeepaardjes (Syngnathidae).

## Soorten
- Lissocampus bannwarthi (Duncker, 1915)
- Lissocampus caudalis Waite & Hale, 1921
- Lissocampus fatiloquus (Whitley, 1943)
- Lissocampus filum (Günther, 1870)
- Lissocampus runa (Whitley, 1931)